# Triterpeno

Estructura química del triterpeno Escualeno

Los triterpenos son los terpenos de 30 carbonos. Son por lo general generados por la unión cabeza-cabeza de dos cadenas de 15 carbonos, cada una de ellas formada por unidades de isopreno unidas cabeza-cola. Esta gran clase de moléculas incluye a los brassinoesteroides, componentes de la membrana que son fitoesteroles, algunas fitoalexinas, varias toxinas y antinutrientes, y componentes de las ceras de la superficie de las plantas, como el ácido oleanólico de las uvas.

## Estructuras base
Algunos triterpenos son:
- Escualeno
- Botriococano
- Damarano
- Protosterano
- Fusidano
- Cicloartano
- Cucurbitano
- Eufano
- Tirucalano
- Apotirucalano
- Picrasano
- Bacarano
- Lupano
- Oleanano
- Taraxerano
- Multiflorano
- Glutinano
- Friedelano
- Paquisanano
- Taraxastano
- Ursano
- Bauerano
- Hopano
- Neohopano
- Fernano
- Adianano
- Filicano
- Arborinano
- Estictano
- Gamacerano
- Serratano
- Onocerano
- Polipodano
- Malabaricano
- Podiodano

- Datos: Q2915788
- Multimedia: Triterpenes / Q2915788